# 歩兵第342連隊
歩兵第342連隊（ほへいだい342れんたい、歩兵第三百四十二聯隊）は、大日本帝国陸軍の連隊の一つ。

## 沿革
太平洋戦争末期の1945年（昭和20年）5月23日、第三次兵備により本土決戦に備え新設された第224師団の歩兵連隊の一つとして岡山で編成された。兵力補充は中国軍管区の歩兵第5補充隊で担当した。静岡への移駐準備中に終戦を迎えた。

## 歴代連隊長
| 代 | 氏名 | 在任期間 | 出身校・期 | 備考 |
| -- | ---- | -------- | ---------- | ---- |
|    | 不明 |          |            |      |